# Niono
Niono est une ville et une commune rurale malienne, chef-lieu du cercle de Niono dans la région de Ségou, elle compte 98 545 habitants en 2024[réf. nécessaire]. Ses habitants sont appelés les Nionois et les Nionoise.

## Géographie
Elle est située sur la rive droite de la fala de Molodo, bras défluent du fleuve Niger et sur la route nationale RN 33 (axe Ségou-Léré) à 110 km au nord du chef-lieu régional Ségou.
| Sirifila-Boundy, Mariko | Yeredon Saniona |               |
| Kala-Siguida            | Niono           | Monimpebougou |
| Siribala                | Pogo            |               |

## Histoire

Carte administrative

L'histoire de la ville est liée aux aménagements de l'Office du Niger, Niono est issue de Niono colonie ou Niono km 26 jadis peuplée par les populations venues de Farabougou (arrondissement de Sokolo), le campement est installé en 1935. La localité devient chef-lieu de subdivision dans le cercle de Ségou en 1943. 

Industrie du coton dans les années 1950
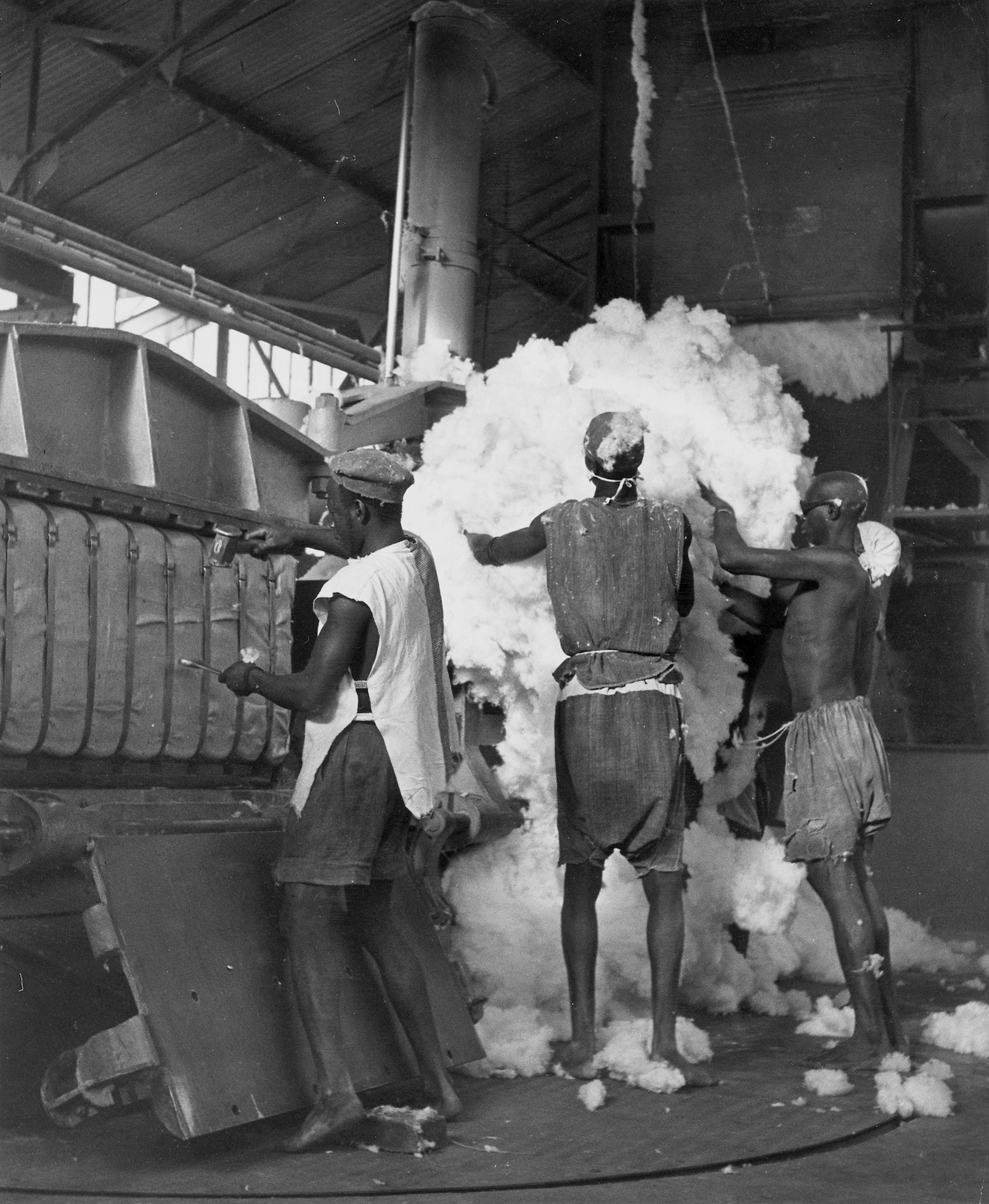
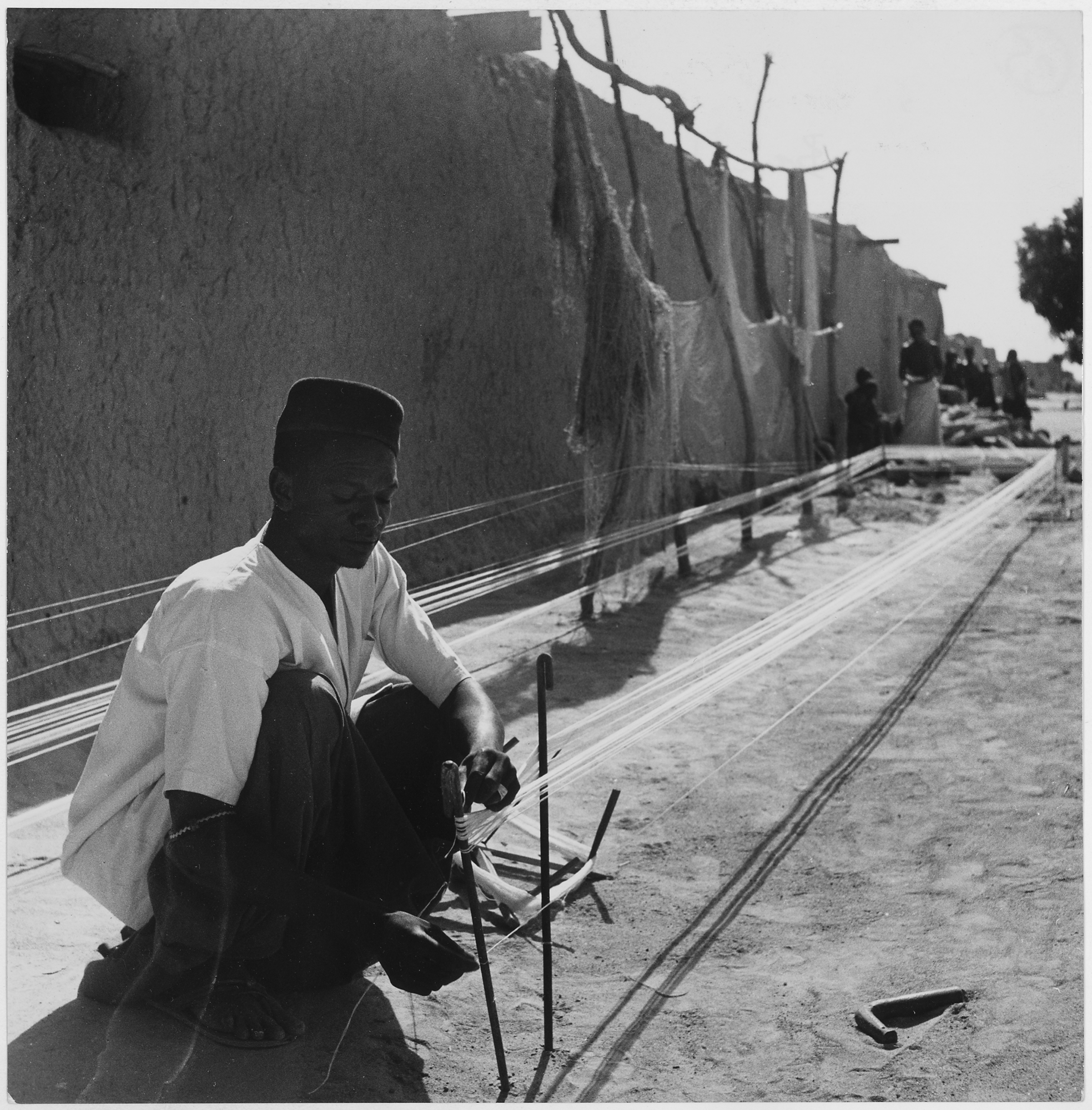

## Villages et quartiers
La commune s'étend sur 22 localités relevées lors du recensement général de 2009. 
Les villages les plus peuplés sont :
- Niono Sokoura (34 113 habitants) ;
- Koloni KM 26 (6 099 habitants) ;
- Niégué KM 23 (5 733 habitants).

La loi 2023-007 attribue à la commune 21 villages, fractions ou quartiers :
- Niono Sokoura
- Kouyan Péguéna
- Nango du Sahel
- Sériwala KM 30
- Mourdiah KM 17
- N'Dolla
- Kolodougou Koro
- N'Djicorobougou
- Kouyan Coura
- Koloni KM 26
- Niégué KM 23
- Mourdiah Coura
- N'Galamadian
- Moussa Wéré
- Kouyan N'Golobala
- Koué Bamanan
- Foabougou
- Nioumanké KM 20
- Kolodougou Coura
- Kala Nampal
- Siguiné

Les localités de Niono Socoura, Niégué KM 23, Koloni KM 26, Kouyan N'Golobala, Kouyan Péguéna, Nango du Sahel et Sorowéli font partie de l'agglomération de Niono, elle compte 57 009 habitants en 2009.

## Politique
| Année | Maire élu         | Parti politique |
| ----- | ----------------- | --------------- |
| 2004  | Aboubacar Fomba   | Indépendant     |
| 2009  | Moriba Coulibaly  | Indépendant     |
| 2016  | Abdrahamane Touré |                 |

## Éducation
Niono accueille un des quinze instituts de formation des maîtres (IFM) du Mali : l'IFM Bakary Thiero, qui accueille pour trois ans d'études (la quatrième année a lieu dans une école) plus de 1 100 élèves-maîtres venant de tout le pays.

## Cultes

Détail d'une façade en briques crues de la Grande Mosquée de Niono avec de nombreuses fenêtres cintrées et une tour rectangulaire centrale, le symbole islamique de l'étoile sur la lune sur le dessus.

La Grande mosquée du vendredi de Niono a été construite en 1948 par des maçons originaires de Djenné. Agrandie en 1955-1956 et en 1959, elle couvre une superficie de 725 m2. Elle comprend un minaret principal et trois autres minarets. Considéré comme un chef-d’œuvre de l’architecture soudanaise, elle a remporté le Prix Aga Khan d'architecture en 1983. Reconnue d’intérêt historique en 2001, elle a été classée au patrimoine culturel national par décret au conseil des ministres du 3 septembre 2008.
La paroisse catholique, Notre Dame Reine d’Afrique de Niono est fondée en 1955 et relève du diocèse de Ségou.

## Coopération
La ville du Touquet-Paris-Plage, dans le Pas-de-Calais en France a noué des liens étroits d'aide et de coopération avec Niono via l'association, créée en 1985 dans le sillage du rallye Paris-Dakar de 1985 où FR3 et RTL, associés des organisateurs du rallye lancent l'opération humanitaire Sahel 84, cette association s'appelle, Pari du cœur-Anitou (Niono-Le Touquet-Paris-Plage). Des échanges entre les deux villes se font régulièrement. En 1990, trois membres du bureau avec le chef du village à leur tête viennent au Touquet-Paris-Plage. En 1997, venue de Dominique Traoré, un enseignant, membre fondateur du comité et toujours actif en 2012, il repart avec un sachet de sable, des coquillages, une bouteille d'eau de mer, une photo de lui, debout dans les vagues, pour montrer aux enfants et à ses élèves ce qu'est la mer. En 1988, un chef nomade avait tiré la leçon du début de cette aventure et avait dit : 

« Nous demeurons reconnaissants à votre organisation ANITOU qui nous a ouvert de nouveaux horizons de réhabilitation et d'insertion dans le circuit de la production en dépassant progressivement le stade de la main tendue »